# Йоан XXII
Папа Йоан XXII (на латински: Ioannes P.P. XXII) роден Жак Дюез (на френски: Jacques Duèse) е глава на Римокатолическата църква от 1316 г. до смъртта си на 4 декември 1334 г., 196-ия поред в традиционното броене, втория папа от Авиньонското папство. Отговорен за голяма част от промените в облика на Авиньон, църковен реформатор и строител. Противник на идеята за Божественото съзерцание. Голямо затруднение за Йоан XXII представлява надигането на клон на францисканците известни като Спиритуалисти или Фратичели. Проявява се като защитник на правата на Църквата, отстояващ нейното благо при всяка възможност. Заради мнението си за върховенството на Църквата си създава множество противници, между които германския император Лудвиг Баварски, Ян Люксембургски, Робер д’Анжу и други. С реформите си в структурата на Църквта и увеличаването на църковните данъци запълва църковната хазна, оставяйки на наследниците си богатство, което според хронистите на епохата се равнява на 5 000 000 златни флорина. Умира в Авиньон, като на папския престол е наследен от Бенедикт XII.

## Преди папството
Жак Дюез е роден в Каор около 1249 г. Той е най-големият син на Елена дьо Берай и обущаря Арно Дюез. Има четирима по-малки братя и сестри. Началното си образование получава от Доминиканските монаси в Каор. По-късно изучава Право в Монпелие и Богословие и Медицина в Парижкия университет. Преподава Право в Каор и Тулуза. В Тулуза се сближава с неаполитанското кралско семейство, сприятелявайки се с крал Карл II Неаполитански, участвайки в антуража на епископ Луи Тулузки (канонизиран от него в 1317). Назначен е за епископ на Каор, каноник в Сен-Фронт и Перигьо архисвещеник в Сарлат и доайен на Пюи. В 1300 г. е издигнат до поста на епископ на Фрежус от папа Бонифаций VIII по препоръка на Карл II. В 1308 г. е назначен от Карл II за свой съветник, държейки поста до смъртта на краля в 1309 г. В 1310 г. е призован в Авиньон от папа Климент V за да даде правни съвети относно разпускането на Тамплиерския орден и заклеймяването на покойния папа Бонифаций VIII. Поддържа премахването на Тамплиерския орден, но се противопоставя на заклеймяването на Бонифаций VIII, считайки го за светотатство и злоупотреба със светска и църковна власт. Същата година е ръкоположен за епископ на Авиньон. На 23 декември 1312 г. е ръкоположен от папа Климент V за кардинал-епископ на Порто.

## Избор за папа
На 20 април 1314 папа Климент V умира, оставяйки папския престол празен. Скоро Кардиналската колегия се събира в Карпантра за да избере неговия наследник. Кардиналската колегия е съставена от гасконци, провансалци, французи и италианци, всико двадесет и трима кардинал-епископи между които и Жак Дюез. Заради различията между основните партии на италианци гасконци и французи са нужни близо два месеца докато бъде направен какъвто и да е опит за намиране на наследник на Климент V.
На 24 юни 1314 г. Карпантра е нападната от Бертран дьо Гот и Реймон Гийом дьо Будо, племенници на покойния Климент V. С помощта на малка армия двамата разграбват и опожаряват града, взимайки със себе си един милион флорина спестени от Климент V за подготовката на нов Кръстоносен поход. Страхуващи се за живота си, кардиналите разпускат Конклава и побягват.
Две години по-късно с позволението на френския крал Луи Х, по-малкия му брат Филип дьо Поатие предприема опит за свикване на нов Конклав в Лион. Конклавът започва в началото на март 1316 г. и прогресира в същото темпо както две години по-рано. През юни след две сесии на Конклава в Лион пристига вест за смъртта на Луи Х. На 26 юни, под претекст, че ще бъде отслужена литургия за покой на душата на Луи Х, Филип дьо Поатие призовава кардиналите в Доминиканския манастир в Лион. След като двадесет и тримата кардинали пристигат в манастира всички врати и прозорци биват затворени и зазидани отвън, а манастира ограден от въоръжената стража на Гийом дьо Форез, подчинен на граф дьо Поатие. По заповед на Филип дьо Поатие кардиналите биват затворени в манастира до избора на нов папа.
Въпреки тежките условия на които са подложени, едва през август се правят първите сериозни стъпки към избора на нов папа. Кардиналите Наполеон Орсини, Франческо Каетани и Арно дьо Пелагрьо решават да подкрепят и да се постараят и другите да подкрепят кардинал, който да се нрави на Филип дьо Поатие и новия неаполитански крал Робер II, т.е. тогава 67-годишния кардинал на Порто Жак Дюез. Предполага се, че кардиналите го избират и заради болнавия му вид, не очаквайки да живее дълго. Той е избран на 7 август, приемайки името Йоан XXII. Коронован е на 5 септември 1316 г. в Лионската катедрала.

## Папски Авиньон
През 1305 г. предшественикът на Йоан XXII, Климент V избира имперският град Авиньон, представляващ анклав в земите на френския крал, за своя резиденция, на мястото на Рим. По негов пример, Йоан XXII се заселва в Авиньон, отсядайки в епископския дворец. Градът има множество предимства, като пристанище на река Рона, добре развито селско стопанство и търговия, необходими за издържането на Папския двор. Скоро започва обновяването на двореца за новия му управител. Начело на ремонтната дейност е поставен Гасберт (или Гюсберт) дьо Виа, архиерейски наместник и сънародник на папата. Строителската дейност е поверена на архитекта Гийом дьо Кокурон. По проекта работят още Реймон Хебрард и Реймон Мезие.
Ремонтът започва в 1317 г. и продължава до 1333 г., една година преди смъртта на Йоан XXII. Папският апартамент, заедно с личния му кабинет и покоите на приближените му са поставени в западното крило. В северното крило се намира енорийската църква Сен-Етиен, преобразувана в папски параклис. В източното крило се намират стаите на прислугата, а южното крило е пригодено за аудиенции с пратеници, легати и гости. Според записите на папския камерланго за реставрацията и ремонта папата похарчил близо 3000 златни флорина. По време на ремонтната дейност, Йоан XXII с помощта на каорски градинари засажда и първите папски лозя.
Между другите строителни проекти на Йоан XXII са изграждането на Авиньонската библиотека, съществуваща до днес и обновяването на църквата Нотр Дан дьо Дом, където е погребан след смъртта си.

## Външна политика

### Свещената Римска империя
След смъртта на император Хайнрих VII в 1313 г. германските князе, свикани да изберат негов наследник измежду себе си, се разделят на две фракции, подкрепящи съответно Лудвиг Баварски и Фридрих Австрийски. Неспособни да изберат един от двамата, молят папата да стане арбитър, като представители на двамата претенденти пишат до папата от името на своя избраник, молейки за папско съгласие и подобаваща императорска коронация. Йоан XXII пише до двамата кандидати и до всички князе, съветвайки ги да не търсят лесния изход, а да намерят единодушно решение на проблема.
Въпреки че нито един от двамата не е избран за император, Лудвиг Баварски назначава Жан дьо Белмонд за императорски викарий в Италия, прерогатив единствено на Императора. Йоан XXII отбелязва, че след като няма император, по право, папата държи, формално и временно, императорската власт, и назначава неаполитанския крал Робер д’Анжу за императорски викарий.
В 1322 г. двамата кандидати са изправени един срещу друг на бойното поле, като Лудвиг Баварски надвива Фридрих Австрийски на 22 септември 1322 г., провъзгласявайки се за император. Научавайки за успеха на Лудвиг Баварски, Йоан XXII му изпраща приятелско писмо.
Новият Император поставя нов императорски викарий, прокужда свои политически противници, подслонява отлъчения Висконти Милански и започва планове за военна кампания в Северна Италия. Йоан XXII бързо му напомня, че преди да започне управлението си трябва да се яви пред папата за да бъде одобрен, да получи неговата благословия и да бъде коронован подобаващо. Дотогава го моли да отмени издадените императорски декрети, да спре да дава подслон на врагове на Църквата и до три месеца да се яви пред него, заплашвайки го с отлъчване.
Императорът му изпраща доста противоречиви послания, пращайки свой посланик в Папския дворец, който да измоли удължаване на крайния срок, като в същото време пропагандира в Нюрнберг, че не признава папския авторитет, наричайки го еретик и престъпник. Призовава църковните власти да свикат Църковен събор, в който да свалят Йоан XXII от папския престол.
След като не се явил пред папата, на 24 март 1324 г. Йоан XXII отлъчва Лудвиг Баварски от църквата. В отговор, Лудвиг Баварски прокужда от Империята духовниците подкрепящи папата. Помирението между Лудвиг Баварски и Фридрих Австрийски затвърдява поста на Лудвиг като Император.
Отношенията между папата и императора подтикват мислителите на епохата да защитят правата на единия над тези на другия. На страната на Императора застават Спиритуалистите; двама парижки теолози, Марцелий Падуански и Жак дьо Жантион, автори на памфлета Defencor Paces, в който заявяват, че единствения път към мира е чрез пълното подчинение на Църквата над Държавата; и други, макар с не чак толкова крайни възгледи, като Леополд фон Бегенбург и Гийом д’Окам. Зад папата застават защитници на църковната йерархия като Августиан Александър, отец Алвериус Пелагиус, Конрад фон Макенбург и други, който на свой ред издигат папската институция, поставяйки папата едва ли не като абсолютен владетел на света. На 23 октомври 1327 Йоан XXII анатемосва памфлета Defencor paces и неговите автори.
По време на буйната военна кампания на Лудвиг Баварски из Италия, Йоан XXII заявява на 3 април 1327 г., че императора се отказва от своята корона, както и от правата си над херцогство Бавария, призовавайки го до шест месеца да се яви пред него, и да откаже закрила на еретиците, автори на Defencor Paces. Лудвиг отказва и продължава кампанията си, като е коронован в Милано за Крал на Ломбардия, а по-късно в Рим за Император на Свещената Римска империя. Папата бива обявен публично за еретик, узурпатор и потисник на Църквата. Сламено плашило наподобяващо папата е публично изгорено в центъра на Рим. Лудвиг Баварски издига антипапата Николай V.
Но с абдикацията на антипапата църковната власт в Италия се връща в Йоан XXII и той призовава към прогонването на Лудвиг от Рим и от Италия, настоява германските князе да свикат нови избори за намиране на неговия наследник. Отлъчва Микеле ди Чесена, Гийом д’Окам и Бонаграция Бергамо.
Лудвиг се връща в Германия в началото на 1330 г. Изтощен от войните, бързо започва преговори с папата, които продължават с години. Лудвиг е готов да признае грешката си, но първоначално отказва да се откаже от престола, настоявайки на свой ред, папата да се откаже от правото си на одобрение на Императора. Макар Лудвиг да се отказва от престола, въпросът за премахването на папското право на одобрение така и не е решен, тъй като провеждането на подобен процес би било прекалено сложно.

### Пастирски кръстоносен поход
В пролетта на 1320 г. надигане на селяните в Северна Франция привлича вниманието на папата. Групи младежи, наричани „Пастирчетата“, под влиянието на отлъчен бенедиктински монах подготвят кръстоносен поход за освобождаването на Светите земи. Следва серия набези върху големи градове, където Пастирчетата избиват местните евреи, едрата буржоазията и духовенството. Пристигат пред портите на Париж на 3 май 1320 г., където след погром са принудени да се прегрупират. На 9 май Йоан XXII, научавайки за случващото се, отлъчва всеки който започва кръстоносен поход без папско одобрение. Обръща се към Пастирчетата като към вълци, алчни и смъртоносни, които не само обиждат Него, но и не се подчиняват на кралската сила, подготвящи на всички кралства неописуеми опасности, ако не бъдат спрени.
Докато Пастирчетата се укриват, между папата и Филип дьо Поатие, вече крал Филип V се появява несъгласие. Папата го обвинява в безотговорност заради това, че защитава само Париж. Бива изготвена стратегия в която армията на Филип V да пресрещне и спре Пастирчетата и да ги прогони от Франция.
Вече с нови сили, през юни 1320 г. Пастирчетата минават през Сентон и Перигор, навлизайки в Гиана. Пристигайки в Ажен се разделят на две групи. Първата прекосява Пиренеите в Испания, другата-към Гарона, където избиват еврейските семейства.
На 25 юни пастирчетата навлизат в Тулуза и Алби, продължавайки с изтреблението. Пресрещнати са в графство Каркасин от кралската армия, Пастирчетата са разгромени. Оцелелите бягат в Нарбон. По съвет на Лангдокския сенешал и папата градовете са поставени под защита. Пътищата са затворени, като всеки заподозрян бива екзекутиран на място. До есента на 1320 Пастирчетата са напълно унищожени.

## Църковна дейност

### Спиритуалисти
В началото на 14 век, Францисканския орден се разделя на две-Конвенционалисти, които следят догмите на църквата и Спиритуалисти, наричани още Фратичели, радикална група, поддръжници на най-строги възгледи, незачитаща многовековните порядки. След смъртта на папа Климент V и на Гонзалвез (Велик магистър на Францисканците), Спиритуалистите организират бунт, най-силен в Южна Франция и Италия, нападайки Конвенционалистите, прогонвайки ги от домовете им и превземайки манастирите им. Новият Велик Магистър, Микеле ди Чезена се обръща към папата за помощ.
В опит за помирение със Спиритуалистите, Йоан XXII канонизира почитания от тях Луи, епископ на Тулуза, (7 април 1317) с което си печели симпатиите на генерала на Францисканците. Скоро заявява, че всеки, носещ расото на Ордена е задължен да се подчинява на папата, започвайки разследване върху догмите на Фратичели. В 1318 множество от догмите им са обявени за погрешни и еретически, като тези, непокаяли се са третирани като еретици и врагове на Църквата. Четирима спиритуалисти, обвинени в ерес са изгорени на клада на 7 май 1318 в Марсилия. Същите тези са провъзгласени от Спиритуалистите за мъченици. Йоан XXII прави жест към Францисканците, канонизирайки почитаните от тях Томас Канталоп, епископ на Херифорд (17 април 1320) г., но отказва да канонизира Клер дьо Монтефалко, заради симпатиите ѝ към Спиритуалистите.

### Бедността на Църквата
Измежду самите Конвенционалисти се заражда движение, чиято основна теза е, че след като Христос и неговите ученици са живели беден живот, подобен живот би трябвало да живеят и висшите духовници, включително и папата. Твърдението е поставено от Беренгар Талон, и зад него застават множество видни теолози, магистри и философи като Микеле ид Чесена, Бонаграция Бергамо и Гийом д’Окам. Бившия спиритуалист, Умберто ди Каселе се явява лично пред папата, като изнася проповед за църковната бедност. Несъгласен с твърдението, в 1322 Йоан XXII го обявява за нереално, а една година по-късно го заклеймява като ерес. Това решение вижда голяма опозиция, както от Конвенционалисти, така и от Спиритуалисти, така, че Йоан XXII издава в 1324 г. була с която затвърждава решението си, заклеймявайки всеки противопоставил се за еретик и враг на Църквата.
В Перуджа е свикан съвет от Микеле ди Чесена, в които се споменава, че Йоан XXII изпраща в затвор за подкрепата на теза, превърната в църковна догма от Николай III преди близо 60 години. В отговор на съвета в Перуджа, Йоан XXII отговаря, че щом францисканците желаят бедност, той ще ги освободи от всичките им светски притежания, изземайки цялата им собственост.
На 14 февруари 1323 г. приема при себе си Бонаграция ди Бергамо, говорител на Спиритуалистите, който изнася пламенна реч в защита на Ордена, срещу папската „диктатура“, съответно бива отведен и затворен. В своята була Cum inter non nullus, Йоан XXII заклеймява действията на съвета в Перуджа. Призован да се яви в Авиньон е и Микеле ди Чесена, който отказва поканата и напуска Франция на 25 май 1328 г., търсейки убежище при Лудвиг Баварски.

### Антипапа Николай V
На 14 април 1328 г. Лудвиг Баварски, подтикнат от своите поддръжници обявява Йоан XXII за незаконен папа и еретик. За да получи подкрепата на римските граждани, Лудвиг Баварски им заявява в едикт от 23 април 1328 г., че новия папа няма никога вече да напусне Рим без императорско разрешение, а дори и да получи разрешение, не може да отсъства повече от 2 дни. Но кардиналите, верни на Йоан XXII, отказват да се съберат за да изберат нов папа, за това Лудвиг назначава францисканеца Пиетро Реналдучи ди Корбара, узаконявайки решението си чрез съгласието на римския народ. Антипапата приема името Николай V и е коронован в базиликата Свети Петър в Рим на 12 май 1328 г. Не е признат от нито един епископ, дори и от тези назначени от него. Без каквато и да е власт, Николай V е ограничен между стените на францискански манастир.
Заради високите данъци наложени от Лудвиг Баварски в Италия, Николай V бива толкова намразен от италианския народ, че пише до Йоан XXII, молейки за опрощение и убежище. Николай V скоро напуска Рим, нарушавайки едикта от 23 април. Търси убежище първо в Пиза, по-късно и в Доноратико. На 25 август 1329 г. се представя пред Йоан XXII в Авиньон, където антипапата признава грешките си и бива опростен. Въпреки това на Николай V му е забранено да напуска града, прекарвайки оставащите три години от живота си в покаяние и учение. Според летописците Йоан XXII се отнася с него като към приятел и го наглежда като враг. Николай V умира в папския дворец в Авиньон на 16 октомври 1333 г.

### Божествено съзерцание
Преди коронацията си, Йоан XXII издава книга в която оспорва Божественото съзерцание. Според догмите на католическата църква след смъртта си, светците, праведните и невинните съзерцават Божия облик. Според Йоан XXII това противоречи на Светото писание, където се казва, че едва след Страшният съд ще бъде решено кой е праведен и кой е грешен. Той поставя същата теза и в някои от проповедите си в Нотр Дам дьо Дом, завършвайки с това, че след като душата не може да отиде в Рая, не би могла и да отиде в Ада преди Второто пришествие.
Идеите на Йоан XXII предизвикват смут в Парижкия университет, където някои от преподавателите се опитват да лансират тезата му. Макар че тезата идва от самия папа, тя е представена за първи път преди години, когато той още не е бил папа. Йоан XXII застава зад факта, че докато не се провъзгласи за или против тезата, теолозите имат пълна свобода на тълкуване.
Следва надигане на теолозите. Францисканците бързо заклеймяват папата като еретик. Кардинал Наполеон Орсини, привърженик на папата и един от виновните за избирането му го изоставя, присъединявайки се към Спиритуалистите. Представители на Парижкия университет, прелати и богослови се събират в октомври 1333, противопоставяйки се на папската теза, подкрепяйки идеята на Божественото съзерцание. Съответно съставят петиция, в която настояват папата да потвърди решението им. Основан е комитет в Авиньон, който да разгледа молбата им и да намери отговор. В консистория свикана на 3 януари 1334 г. в Авиньон, Йоан XXII заявява, че не е имал намерение да проповядва противно на Светото писание, и че не възнамерява да представи каквото и да е решение. Малко преди смъртта си Йоан XXII оттегля тезата си, заявявайки убеждението си в това, че душите на праведните виждат Божия образ след смъртта.

## Смърт
Папа Йоан XXII умира по пладне на 4 декември 1334 в двореца в Авиньон, на 85 години. Неговия понтификат, продължил 18 години е най-дългия и плодотворен в Авиньонското папство. Тялото му е положено в катедралата Нотр-Дам дьо Дом в гробница, използвана за модел от неговите приемници. Паметникът е унищожен през Френската революция и все още не е напълно възстановен. Статуите красяли някога папската гробница са разрушени, с изключение на две, намиращи се сега под опеката на музея в Малкия дворец в Авиньон.